# Mary Treat

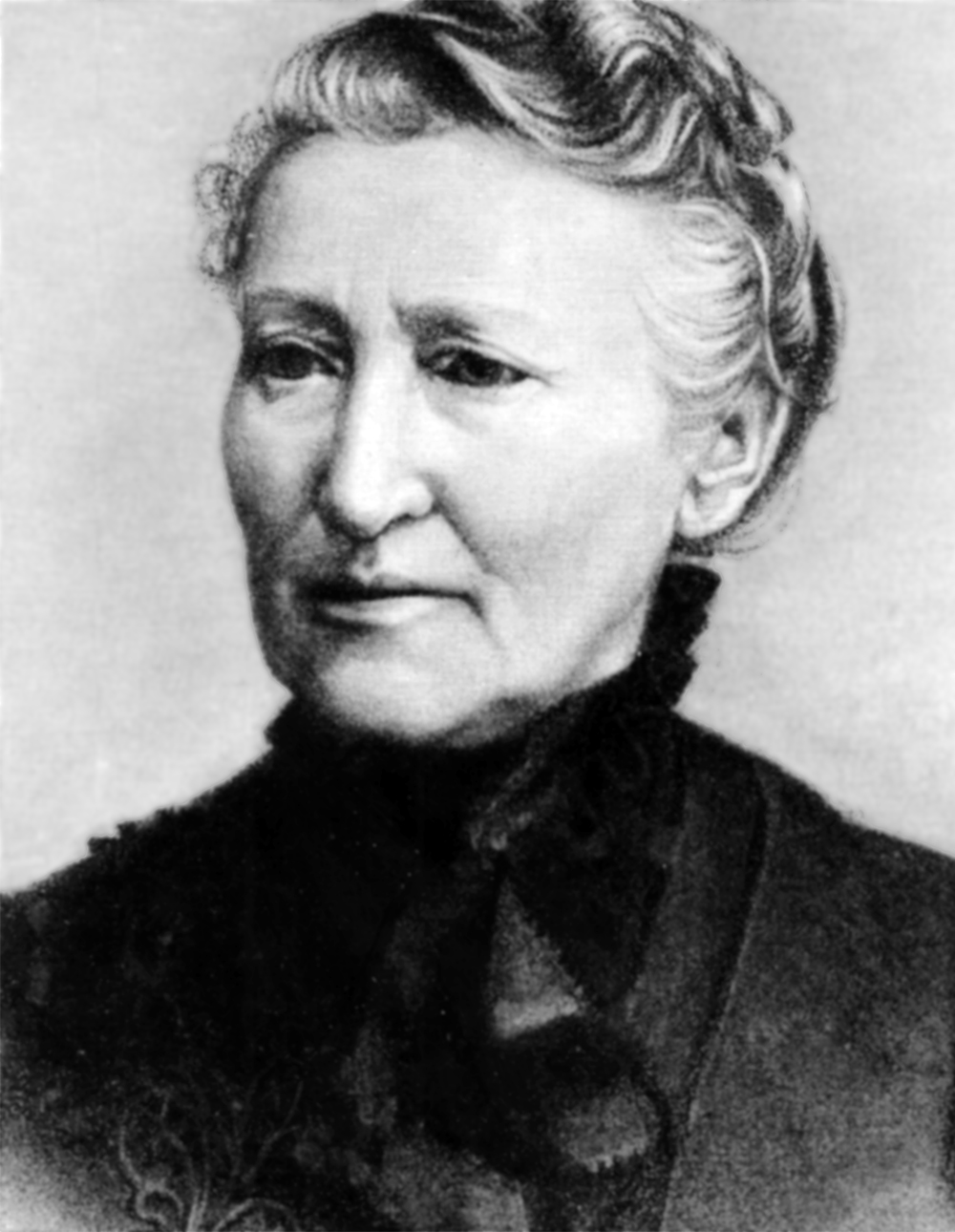
Mary Treat

Mary Lua Adelia Davis Treat (* 7. September 1830 in Trumansburg, New York, USA; † 11. April 1923 in Pembroke, USA) war eine US-amerikanische Botanikerin und Entomologin.

## Leben und Werk

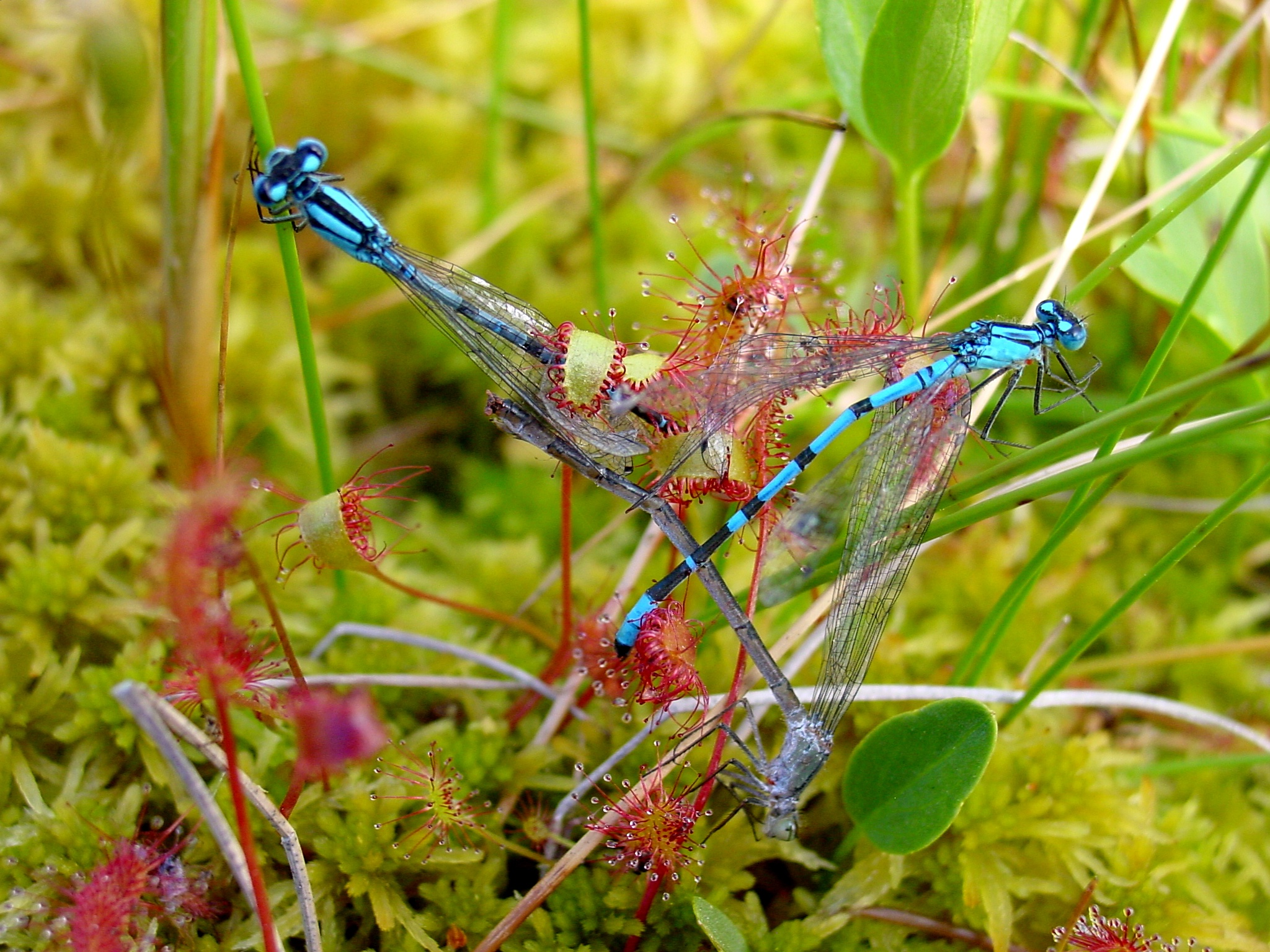
Langblättriger Sonnentau (Drosera anglica) mit Gemeinen Becherjungfern (Enallagma cyathigerum) als Beutetiere

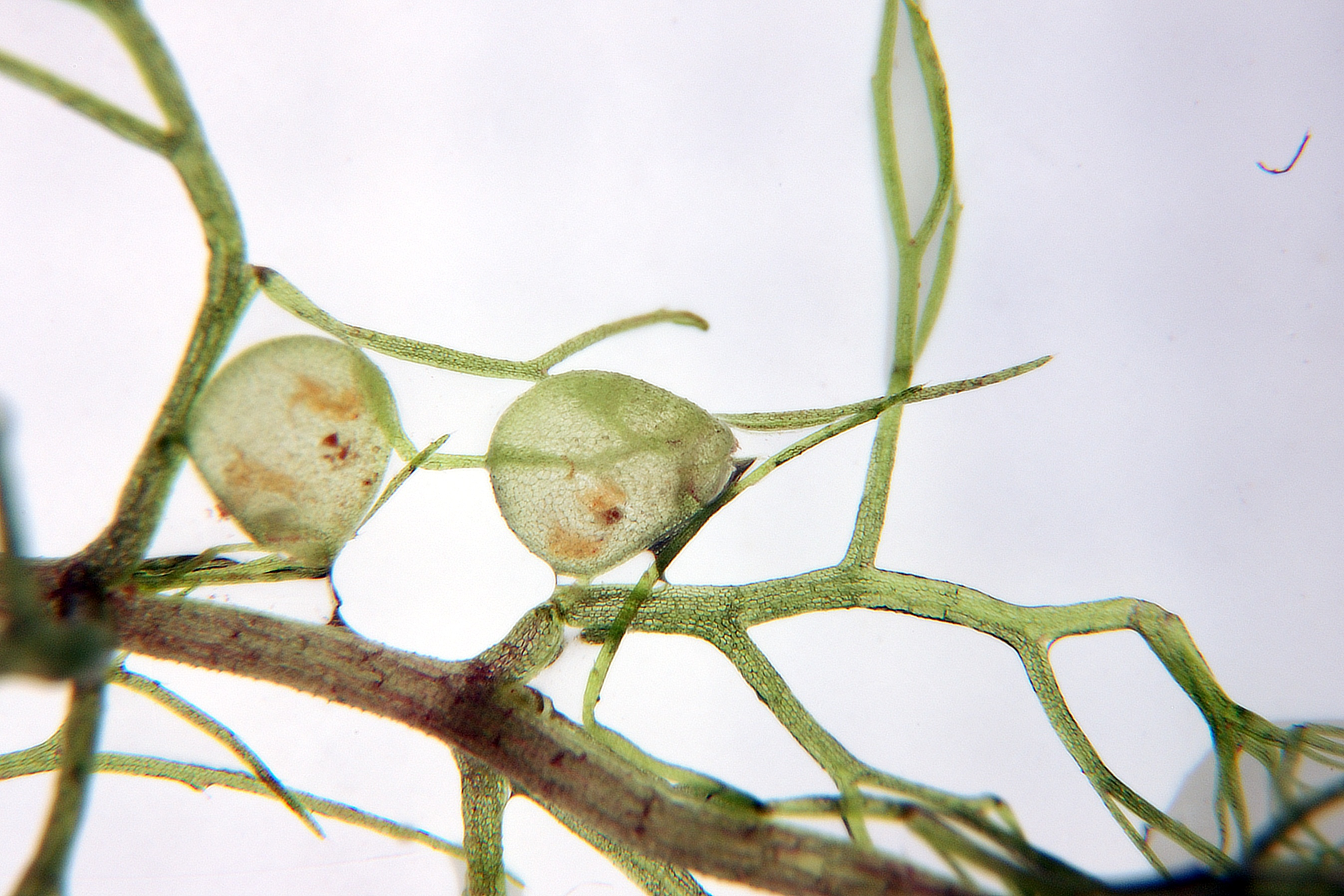
Utricularia aurea

Treat war die Tochter des Methodistenpredigers Isaac Davis und Eliza Davis. 1839 zog ihre Familie nach Ohio, wo sie eine öffentliche Schule und für kurze Zeit eine private Mädchenakademie besuchte. Sie heiratete 1863 den Arzt Davis Dr. Joseph Burrell Treat, der auch Vorträge zu verschiedenen Themen wie Astronomie, Physik, Frauenrechte, Atheismus, Abolitionismus und Transzendentalismus hielt. Sie lebte mit ihm eine Zeit in Iowa, dann zog sie mit ihm 1869 in die Stadt Vineland (New Jersey), die Charles K. Landis im Jahr 1861 gegründet hatte.  Treats Interesse an Entomologie wurde dadurch geweckt, dass Landis Belohnungen dafür anbot, Insektenschädlinge von den Erntepflanzen abzuhalten.

## Korrespondenz mit Darwin und anderen Naturforschern

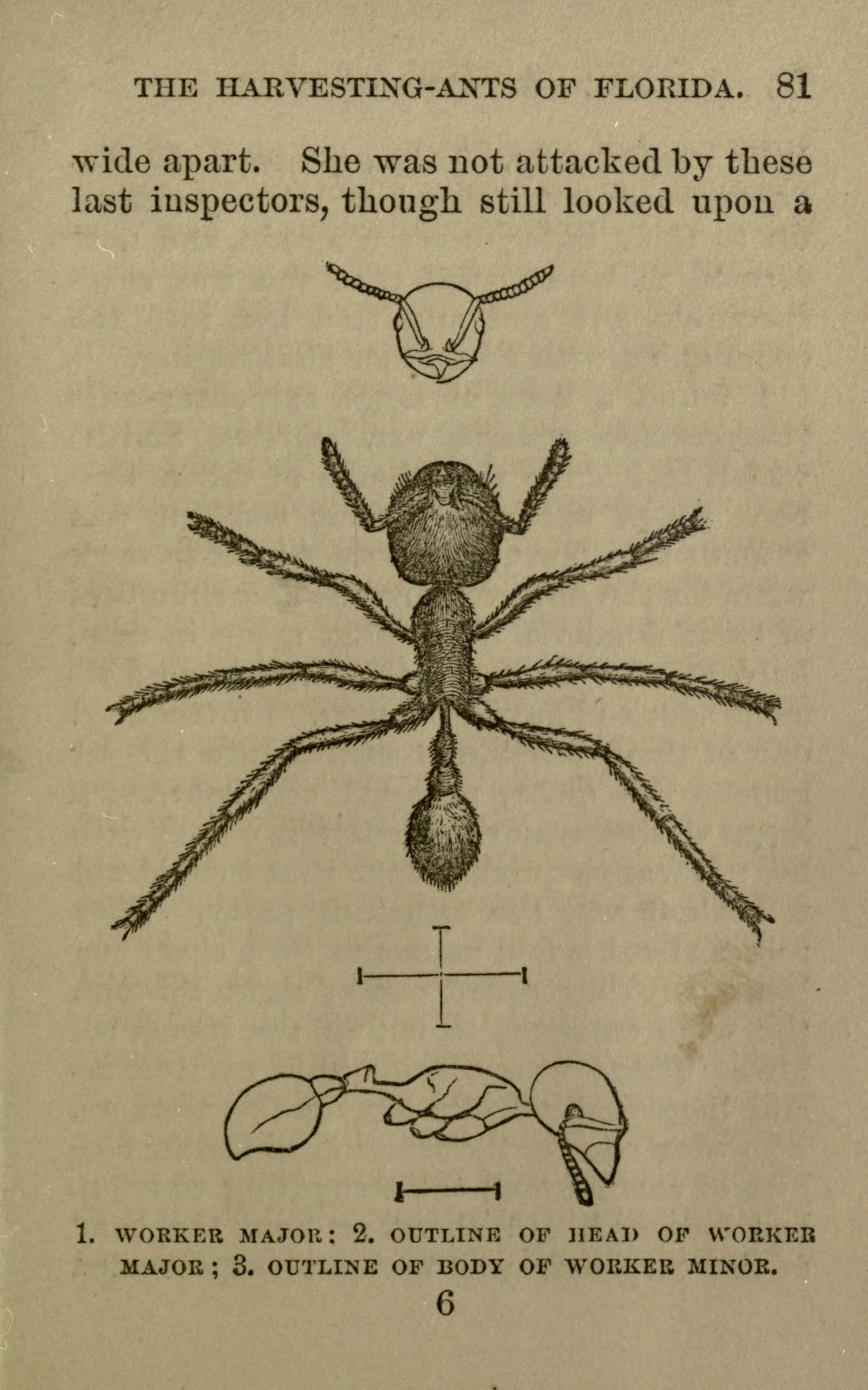
Buchseite aus Treats Buch Chapters on ants

Von 1869 bis 1880 schrieb Treat zehn Artikel für die Zeitschrift American Entomologist über Insekten, sie schrieb aber auch über Vögel und Pflanzen. Sie war mit verschiedenen Naturforschern befreundet, so mit dem Entomologen und Herausgeber des American Entomologist, Charles Valentine Riley, und mit dem Botaniker Asa Gray. Dieser machte sie mit Charles Darwin bekannt. Zwischen 1871 und 1876 tauschte sie fünfzehn Briefe mit Darwin aus. Sie korrespondierte mit Darwin über eine Reihe botanischer und entomologischer Themen, von der Beziehung zwischen der Ernährung und dem Geschlecht von Schmetterlingen bis zur Empfindlichkeit der Pflanzengattung der Wasserschläuche. Neben der Durchführung von Forschungen, Beobachtungen und Experimenten für ihre eigenen Veröffentlichungen führte Treat im Auftrag von Darwin Beobachtungen von in Amerika heimischen Pflanzen durch. Treat interessierte sich ebenso wie Darwin für die biologischen Mechanismen fleischfressender Pflanzen und korrigierte Darwin vor allem über den Mechanismus, wie diese Insekten fangen. Darwin würdigte ihren Beitrag in seinem 1875 veröffentlichten Buch  Insektenfressende Pflanzen.
Nach der Trennung von ihrem Ehemann im Jahr 1874 verdiente Treat ihren Lebensunterhalt, indem sie wissenschaftliche und populärwissenschaftliche Texte schrieb und Pflanzen und Insekten für andere Forscher wie Gray, Riley und Joseph Dalton Hooker sammelte. Von ihrem Verdienst konnte sie sich ein eigenes Haus in Vineland kaufen, nach Florida reisen und im Alter finanziell abgesichert leben.
Sie korrespondierte auch mit dem Schweizer Entomologen August Forel und dem österreichischen Entomologen Gustav Mayr. Sie schrieb 76 wissenschaftliche und populärwissenschaftliche Artikel und fünf Bücher. Ein Buch,  Injuurious Insects of the Farm and Field, das ursprünglich 1882 veröffentlicht wurde, wurde fünfmal nachgedruckt.
Die frühen wissenschaftlichen Arbeiten von Treat beschreiben Fressverhalten und Methoden zur Bekämpfung vieler Schadinsekten. Darwin lobte ihre Experimente zur Kontrolle des Geschlechts von Schmetterlingen und schrieb, dass sie bei weitem die besten waren, die je gemacht wurden, soweit mir bekannt ist. Ihre Beschreibungen des Verhaltens von Insekten halfen Taxonomen bei der Klassifizierung neuer Arten. Sie entdeckte eine neue Art einer orangefarbenen Blattlaus, eine Schlupfwespe, zwei Spinnen und eine Ameise, die ihr zu Ehren Aphanogaster treatiae genannt wurde. Auf einer ihrer Reisen nach Florida entdeckte sie am St. John's River eine neue Amaryllisart. Zu Treats Ehren wurde diese Zephyranthus treatiae genannt. Auf einer anderen Reise entdeckte sie eine Wasserpflanze mit gelber Blüte (Nymphaea lutea) und schickte das Exemplar an Gray. Diese Pflanze war zuvor schon identifiziert und von John James Audubon gemalt worden, ging aber verloren, bevor sie wissenschaftlich beschrieben werden konnte.
1916 zog Treat in den Staat New York, um bei ihrer Schwester zu leben. Sie starb im Alter von 92 Jahren an den Folgen eines Sturzes und wurde in Vineland begraben.
Treat war Gründungsmitglied des 1898 gegründeten Woman's Club of Vineland. Sie hinterließ einen Großteil ihrer Korrespondenz und Schriften bei der Vineland Historical and Antiquarian Society.
Das Standard-Autorenkürzel Treat wird verwendet, um diese Person als Autor zu kennzeichnen, wenn ein botanischer Name zitiert wird.

## Anerkennungen
- Für ihre Beiträge auf dem Gebiet der Entomologie ernannte Samuel Hubbard Scudder Treat zum Mitglied der Cambridge Entomological Society.
- Die Ameise Aphaenogaster Treatae wurde von Forel zu Ehren ihrer Entdeckung von Ameisenexemplaren in Florida und New Jersey nach Treat benannt.
- Der Forscher Mayr benannte eine Gallwespe Belonocnema Treatae zu Ehren von Treat, nachdem sie diese an einer Virginia-Eiche in Florida entdeckt hatte.
- In dem historischen Roman Unsheltered der amerikanischen Schriftstellerin Barbara Kingsolver ist Mary Treat ist eine der Hauptfiguren.[4]

## Veröffentlichungen (Auswahl)
- Home Studies in Nature (1885). Cornell University Library, 2009, ISBN 978-1-112-55124-6.
- Controlling sex in butterflies. American Naturalist 7, S.  129–132, 1873.
- Plants that eat animals. American Naturalist 9, S.  658–662, 1875.
- Chapters on Ants, 1879.
- Injurious Insects of the Farm and Garden, 1882,
- Through a Microscope, 1886.
- My Garden Pets, 1887.
- Asa Gray: His Life and Work, 1890.